# José García Carrión
José Luis García Carrión (Valencia, 1937. március 18. –) spanyol nemzetközi labdarúgó-játékvezető. Polgári foglalkozása: igazgató.

## Pályafutása

### Nemzeti játékvezetés
A játékvezetői vizsgát 1960-ban tette le. A küldési gyakorlat szerint rendszeres partbírói tevékenységet is végzett. 1976-ban lett az I. Liga játékvezetője. A nemzeti játékvezetéstől 1985-ben vonult vissza. Első ligás mérkőzéseinek száma: 81.

### Nemzetközi játékvezetés
A Spanyol labdarúgó-szövetség Játékvezető Bizottsága (JB) terjesztette fel nemzetközi játékvezetőnek, a Nemzetközi Labdarúgó-szövetség (FIFA) 1980-tól tartotta nyilván bírói keretében. A FIFA JB központi nyelvei közül a spanyolt, az angolt és a franciát beszéli. Több nemzetek közötti válogatott és klubmérkőzést vezetett, vagy működő társának partbíróként segített. A spanyol nemzetközi játékvezetők rangsorában, a világbajnokság-Európa-bajnokság sorrendjében többedmagával a 26. helyet foglalja el 1 találkozó szolgálatával. Az aktív nemzetközi játékvezetéstől 1985-ben búcsúzott. Válogatott mérkőzéseinek száma: 4.

#### Labdarúgó-világbajnokság
A világbajnoki döntőhöz vezető úton Spanyolországba a XII., az 1982-es labdarúgó-világbajnokságra a FIFA JB tartalék bíróként, partbíróként alkalmazta. Három csoportmérkőzésen tevékenykedett, ebből egy alkalommal egyes számú besorolást kapott, játékvezetői sérülés esetén továbbvezethette volna a találkozót. Partjelzéseinek száma világbajnokságon: 3.

#### Labdarúgó-Európa-bajnokság
Az európai-labdarúgó torna döntőjéhez vezető úton Franciaországba a VII., az 1984-es labdarúgó-Európa-bajnokságra az UEFA JB játékvezetőként foglalkoztatta.

##### 1984-es labdarúgó-Európa-bajnokság

###### Selejtező mérkőzés
| Időpont           | Helyszín                  | Mérkőzés típusa           | Mérkőzés               | Eredmény | Nézők száma |
| ----------------- | ------------------------- | ------------------------- | ---------------------- | -------- | ----------- |
| 1983. október 15. | San Paolo Stadion, Nápoly | előselejtező (5. csoport) | Olaszország–Svédország | 0 : 3    | 60 086      |